# 4218 Demottoni
4218 Demottoni este un asteroid din centura principală, descoperit pe 16 ianuarie 1988 de Henri Debehogne.